# 石洞街道 (泸州市)
石洞镇，是中华人民共和国四川省泸州市龙马潭区下辖的一个乡镇级行政单位。

## 行政区划
石洞镇下辖以下地区：
纪念碑社区、张家祠社区、永寿社区、顺江村、鱼眼滩村、雨珠岩村、花博园村、河咀村、永远村、岳坡山村和桥头村。